# Mariápolis (ort)
Mariápolis är en ort i Brasilien.   Den ligger i kommunen Mariápolis och delstaten São Paulo, i den södra delen av landet, 700 km sydväst om huvudstaden Brasília. Mariápolis ligger 390 meter över havet och antalet invånare är 3 916.
Terrängen runt Mariápolis är huvudsakligen platt. Mariápolis ligger uppe på en höjd. Närmaste större samhälle är Adamantina, 16,9 km nordost om Mariápolis. 
Trakten runt Mariápolis består i huvudsak av gräsmarker. Runt Mariápolis är det glesbefolkat, med 18 invånare per kvadratkilometer.